# Раумари
Раумари (бенг. রৌমারী, англ. Raomari) — город на севере Бангладеш, административный центр одноимённого подокруга. Расположен в 86 км к юго-западу от города Куриграма. Площадь города равна 17,78 км². По данным переписи 2001 года, в городе проживало 16 871 человек, из которых мужчины составляли 50,62 %, женщины — соответственно 49,38 %. Плотность населения равнялась 849 чел. на 1 км². Уровень грамотности населения составлял 38,8 % (при среднем по Бангладеш показателе 43,1 %).